# Psittacula calthrapae
La cotorra de Ceilán (Psittacula calthrapae) es una especie de ave psitaciforme de la familia Psittaculidae endémica de Sri Lanka. Su nombre científico conmemora a Barbara Anne Calthrop la esposa del naturalista británico Edgar Leopold Layard.

## Descripción

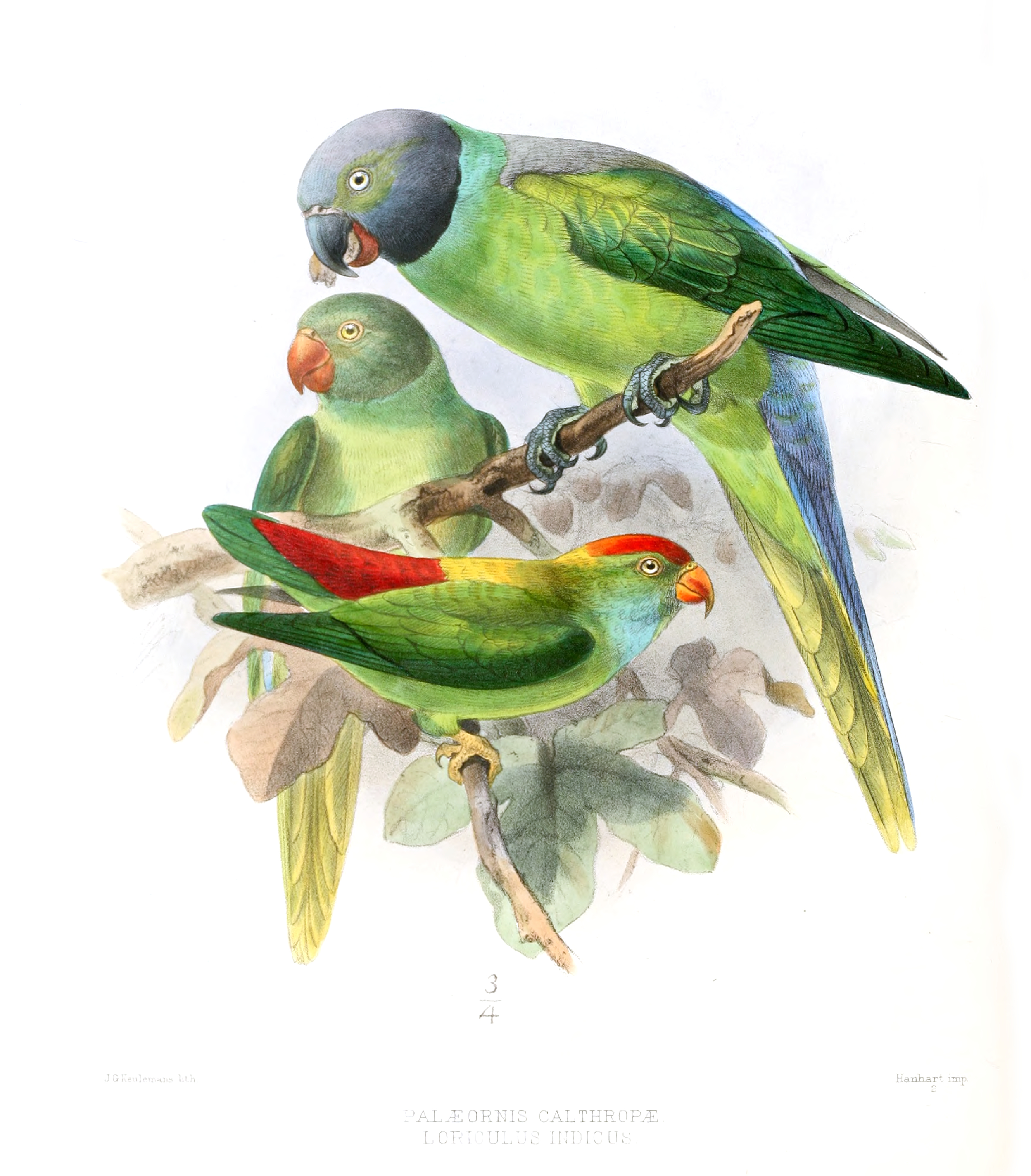
Ilustración de 1878 con una hembra de cotorra de Ceilán en la parte superior.

La cotorra de Ceilán mide unos 29 cm, incluida su cola de hasta 13 cm. Su plumaje es principalmente verde, excepto su cola que es azul y la espalda y la mayor parte de la cabeza que son de color gris azulado, separada por una lista negra que se extiende estrechándose por el borde lateral de la cabeza desde la garganta. Los machos tienen el plumaje de alrededor de los ojos y de las mejillas verdes, y su pico tiene la mandíbula superior roja con la punta negra y la mandíbula inferior parda. Las hembras tienen menos verde en las mejillas y su pico es negro en su totalidad. Los inmaduros son principalmente verdes y tienen e pico anaranjado.

## Comportamiento
La cotorra de Ceilán es un ave forestal, que es encuentra especialmente en los bordes y claros, aunque también puede encontrarse en los jardines de zonas urbanas. Es localmente común. Realiza desplazamientos locales, dirigidos principalmente por la disponibilidad de frutas, semillas y brotes que son la base de su dieta. Es menos gregario que sus parientes y generalmente se encuentra en pequeños grupos fuera de la época de cría, cuando suele alimentarse junto al . Su vuelo es ágil y directo y sus llamadas consisten en parloteos estridentes. Anida en cavidades de árboles grandes, donde pone de tres a cuatro huevos blancos.